# داپوری

داپوری شهری در شهرستان کایائو در استان بازگا در بورکینافاسوی مرکزی است و جمعیت آن ۱۵۶۰ نفر است.